# Maria das Mercedes de Orleães
Maria das Mercedes de Orleães (Madrid, 24 de junho de 1860 – Madrid, 26 de junho de 1878), foi uma princesa francesa, a primeira esposa do rei Afonso XII e Rainha Consorte da Espanha de janeiro de 1878 até sua morte seis meses depois. Era filha do príncipe Antônio, Duque de Montpensier e de sua esposa, a infanta Luísa Fernanda da Espanha.

## Biografia

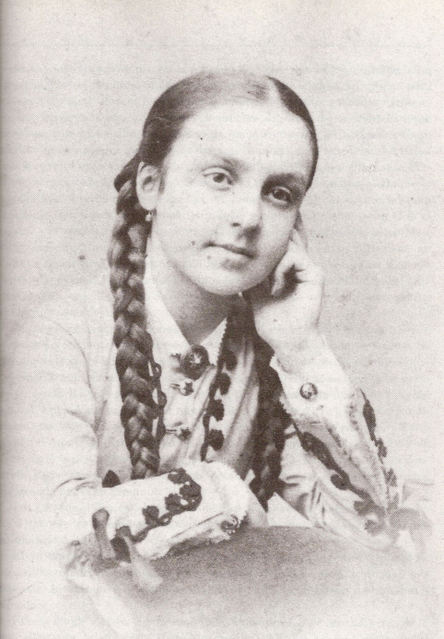
Mercedes em 1874

Nascida no Palácio Real de Madrid em 24 de junho de 1860. Foi batizada no mesmo dia de seu nascimento, às oito da tarde, e recebeu os nomes de Maria das Mercedes, Isabel, Francisca de Assis, Antônia, Luísa, Fernanda, Filipa, Amália, Cristina, Francisca de Paula, Ramona, Rita, Caetana, Manuela, Joana, Josefa, Joaquina, Ana, Rafaela, Santíssima Trindade, Gaspara, Melquiora, Baltasara, Filomena, Teresa, de Todos os Santos. Seus padrinhos foram seus tios maternos, a rainha Isabel II da Espanha e seu marido Francisco de Assis de Espanha.
Era filha de Antônio, Duque de Montpensier, filho do rei Luís Filipe I da França, e da infanta Luísa Fernanda da Espanha, irmã da rainha Isabel II. Passou sua infância em Sevilha, cidade pela qual sentiu uma predileção especial. Durante o período do Sexênio Revolucionário, teve que partir para o exílio. Em dezembro de 1874, a monarquia na Espanha foi restaurada, a rainha Isabel II havia renunciado a seus direitos dinásticos em favor de seu filho Afonso, Príncipe das Astúrias, que foi proclamado rei da Espanha. Mercedes então regressou à Espanha, instalando-se com sua família no Palácio de San Telmo, em Sevilha, que já havia sido a residência da família.
Dois anos antes, em 1872, Mercedes e seu primo, Afonso, Príncipe das Astúrias, haviam iniciado uma relação amorosa, quando ela tinha apenas doze anos. Apesar da oposição de Isabel II ao casamento, devido a hostilidade que mantinha com o duque de Montpensier e a preferência do governo por uma candidata mais adequada (uma das candidatas desejadas foi a princesa Beatriz do Reino Unido, filha da rainha Vitória), a escolha do já convertido rei Afonso XII prevaleceu, sendo o casamento celebrado em 23 de janeiro de 1878 na Basílica de Atocha, em Madrid.
O casamento foi breve devido à morte prematura da rainha cinco meses depois, vítima de tifo. Ela faleceu em 26 de junho de 1878 no Palácio Real de Madrid, dois dias após seu aniversário de dezoito anos. Seu marido ficou ao seu lado o tempo todo. Mercedes foi enterrada em uma capela do Mosteiro do Escorial, não podendo estar no panteão real, reservado apenas para rainhas que tinham filhos. A rainha foi impulsora da construção da Catedral de Almudena, em Madrid, cuja construção começou em 1883. Seus restos mortais foram transferidos para a catedral em 8 de novembro de 2000, em conformidade com o desejo expresso em seu leito de morte.

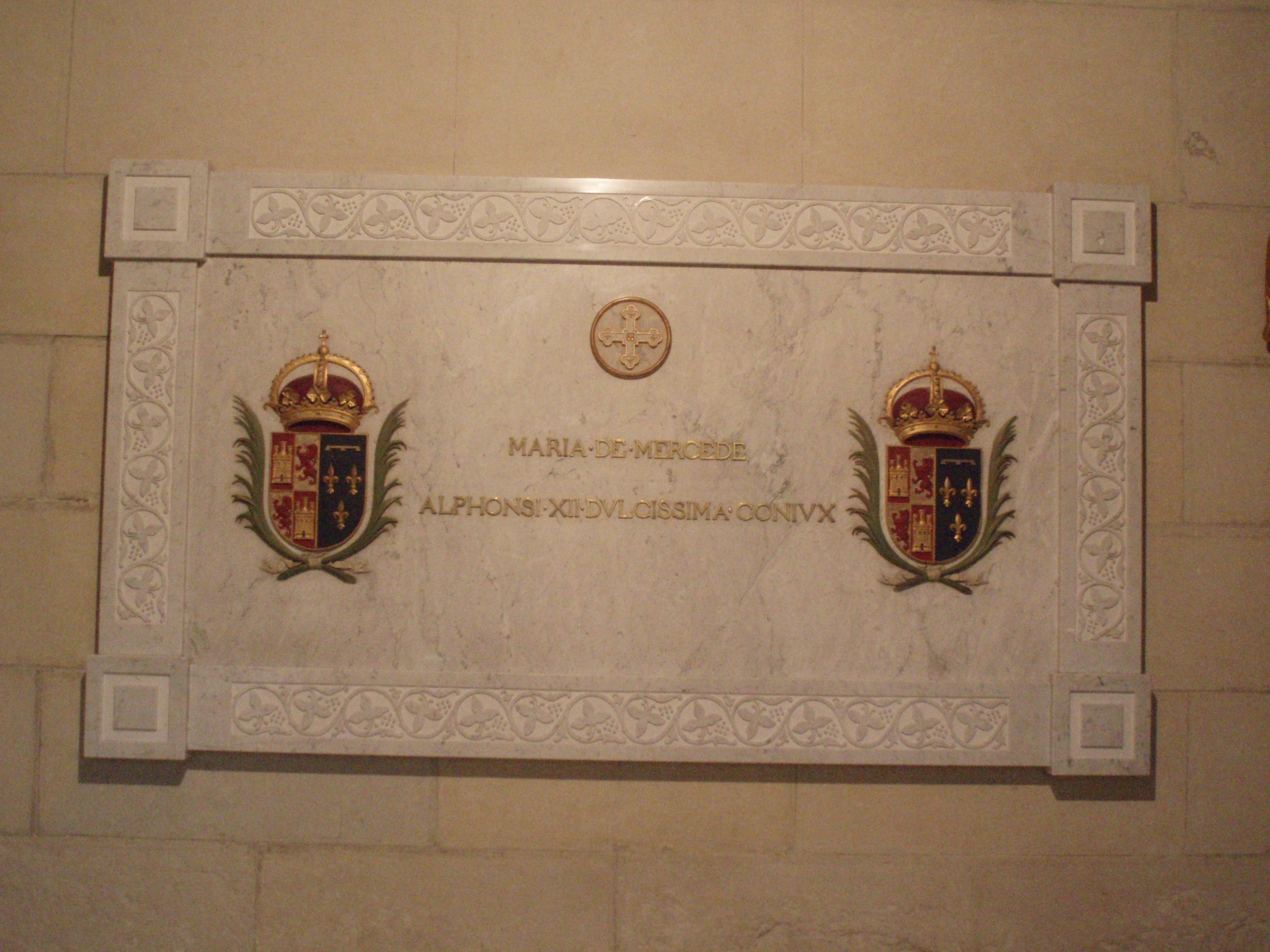
Sepultura da rainha Maria das Mercedes na Catedral de Almudena.

Viúvo aos vinte e um anos, o rei Afonso XII, inconsolável, mas soberano de um país frágil, foi convencido pelo ministro Antonio Cánovas del Castillo a se casar novamente. A escolha recaiu sobre a irmã mais velha de Maria das Mercedes, Maria Cristina de Orleães-Montpensier, entretanto a princesa faleceu de tuberculose em 1879, antes do casamento, e o rei se casou, alguns meses depois, com a arquiduquesa austríaca Maria Cristina de Habsburgo-Lorena. Posteriormente, a filha primogênita de Afonso XII e Maria Cristina seria nomeada a partir de Maria das Mercedes.

## Legado

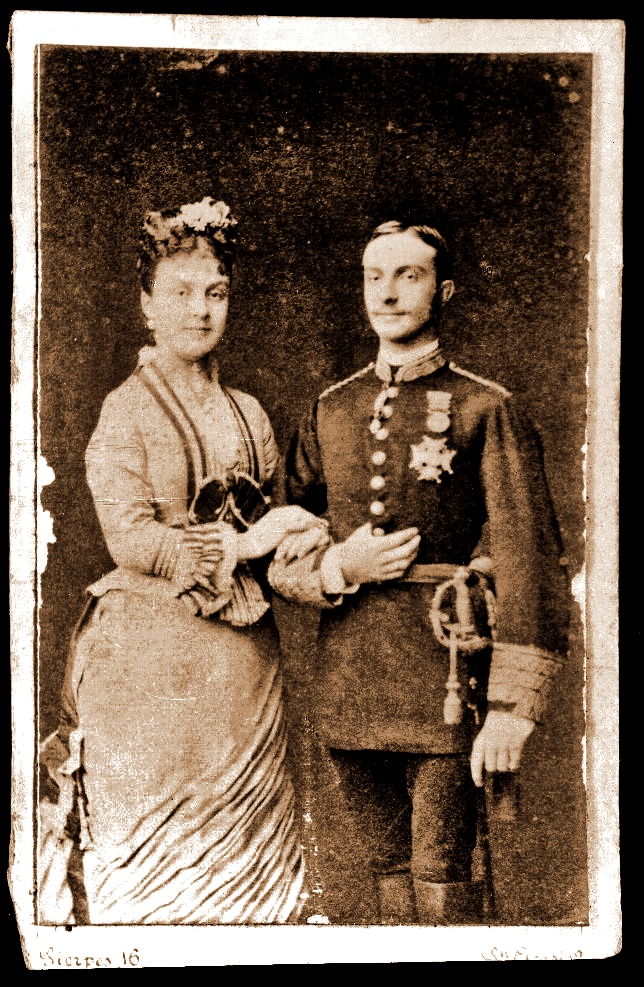
Mercedes e Afonso

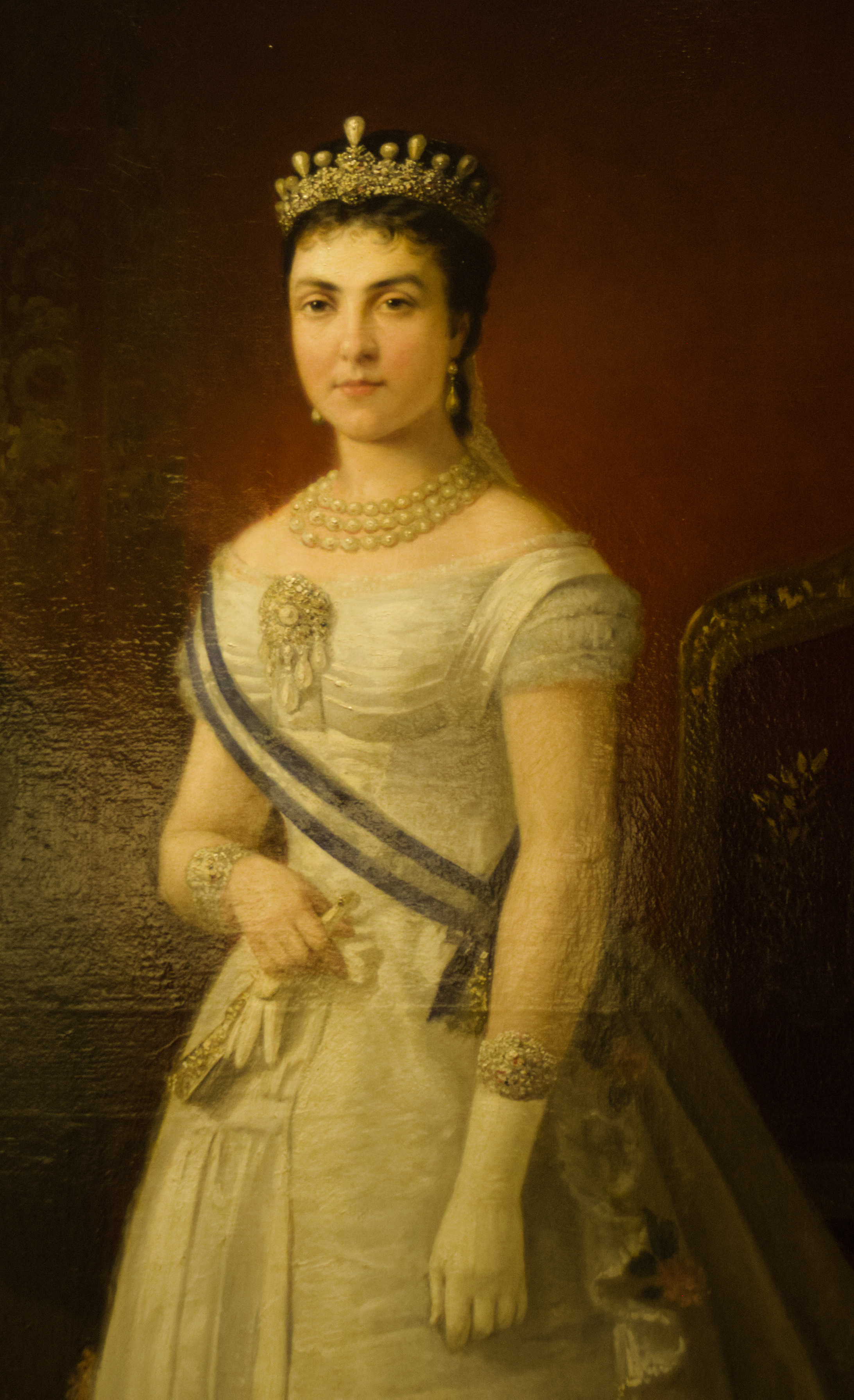
Retrato de Mercedes, por Eduardo Balaca, 1878

O impacto social produzido pela prematura morte da rainha Maria das Mercedes e a desolação do rei, que abandonou a corte, retirando-se ao Palácio Real de Riofrio, fizeram popular uma tonadilla com base em um antigo romance espanhol sobre o amor do rei Dom Pedro de Portugal e Dona Inês de Castro, o Romance del Palmero, que transformou a história de amor entre Afonso e Maria das Mercedes em mito. O romance real foi levado ao cinema em duas ocasiões, com os filmes ¿Dónde vas, Alfonso XII? e ¿Dónde vas, triste de ti?. Maria das Mercedes foi interpretada por Paquita Rico.
Cantigas acerca do romance entre Maria das Mercedes e Afonso também se tornaram populares na Espanha. Entre as mais conhecidas, encontra-se a cantiga ¿Dónde vas, Alfonso XII?, que apareceu pouco tempo depois da morte de Mercedes. Ao longo do tempo a cantiga foi adaptada e ganhou diversas versões.
Benito Pérez Galdós menciona que, após a morte da rainha, durante um passeio pelos Jardins do Prado, podia-se ouvir a cantiga sendo cantada em coro por jovens meninas.
A canção em sua versão original:
¿Donde vas, rey Alfonsito?

¿Dónde vas, triste de ti?

Voy en busca de Mercedes

que ayer tarde no la vi.

Merceditas ya se ha muerto,

muerta está, que yo la vi,

cuatro duques la llevaban

por las calles de Madrid.

Su carita era de virgen,

sus manitas de marfil,

y el vuelo que la cubría

era rico carmesí.

Los zapatos que llevaba

eran de rico charol, 

regalados por Alfonso,

el día que se casó.
Também inspirou uma copla, Romance de la Reina Mercedes, composta por Quintero, León y Quiroga e cantada por muitos artistas do gênero, como Tomás de Antequera, Concha Piquer, Marifé de Triana, Pastora Soler, Paquita Rico (que interpretou a rainha no filme ¿Dónde vas, Alfonso XII?) e Lichis, entre outros. Em 2003, Maria Pilar Queralt del Hierro publicou o romance histórico De Alfonso la dulcísima esposa, onde a vida e o amor desta rainha da Espanha são narrados com grande rigor documental. A Plaza de la Reina na cidade de Valência é dedicada em sua homenagem.

## Títulos, estilos e honras

Monograma de Maria das Mercedes.

### Títulos e estilos
- 24 de junho de 1860 – 23 de janeiro de 1878: Sua Alteza Real, a Princesa Mercedes de Montpensier, Princesa de Orléans, Infanta da Espanha[8]
- 23 de janeiro de 1878 – 26 de junho de 1878: Sua Majestade, a Rainha da Espanha

### Honras
- Espanha: 562.° Dama Nobre da Ordem da Rainha Maria Luísa - .[9]